# Kepler-4
Kepler-4 là một ngôi sao nằm cách Mặt Trời khoảng 1631 năm ánh sáng trong chòm sao Thiên Long. Nó nằm trong lĩnh vực quan sát của Sứ mệnh Kepler, được điều hành bởi NASA với mục đích tìm các hành tinh giống Trái Đất. Kepler-4b, một hành tinh cỡ sao Hải Vương có quỹ đạo cực gần sao chủ của nó, được phát hiện trong quỹ đạo và công khai bởi nhóm Kepler vào ngày 4 tháng 1 năm 2010. Kepler-4b là hành tinh đầu tiên được phát hiện bởi tàu vũ trụ Kepler, và sự phát hiện ra nó đã giúp chứng tỏ tính hiệu quả của tàu vũ trụ.

## Danh pháp và lịch sử
Kepler-4 được đặt tên bởi tàu vũ trụ Kepler, được điều hành bởi NASA với mục tiêu tìm ra những hành tinh giống Trái Đất, bằng kính thiên văn họ có thể quan sát các hành tinh từ Trái Đất. Ba hành tinh đầu tiên mà Kepler thăm dò và xác nhận đã được phát hiện, Kepler-4b là hành tinh đầu tiên được nhóm Kepler phát hiện. Ngôi sao này cùng với các hành tinh khác đã được công bố tại Washington, D.C. tại một cuộc họp lần thứ 215 của Hiệp hội Thiên văn Hoa Kỳ vào ngày 4 tháng 1 năm 2010, cùng với Kepler-5, Kepler-6, Kepler-7 và Kepler-8. Trong số các hành tinh được công bố, Kepler-4b là nhỏ nhất, về kích thước bằng sao Hải Vương. Việc khám phá ra Kepler-4b và các hành tinh khác đã được công bố tại cuộc họp đó đã giúp khẳng định tính hiệu quả của cuộc thăm dò.
Kính thiên văn Harlan J. Smith tại Đài quan sát McDonald ở Fort Davis, Texas đã được các nhà thiên văn học đến từ Đại học Texas ở Austin sử dụng để khám phá Kepler và xác nhận chúng. Các kính thiên văn ở Hawaii, California, Arizona và Quần đảo Canary cũng được sử dụng để xác nhận các phát hiện.

## Đặc điểm

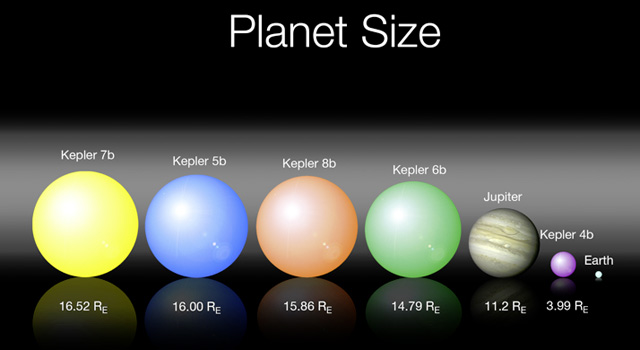
Một hình ảnh cho thấy kích thước tương đối của năm hành tinh đầu tiên được phát hiện bởi Kepler. Kepler-4b là nhỏ nhất trong năm, được đánh dấu màu tím.

Kepler-4 là một ngôi sao kiểu G0, giống như Mặt Trời, nhưng sáng hơn một chút. Nó có 1.223 khối lượng mặt trời và 1.487 tia mặt trời, hay 122% khối lượng và 148% bán kính Mặt Trời. Ngôi sao này có 1.092 Msun và 1.533 Rsun, hay 109% khối lượng và 153% bán kính của Mặt Trời. Hàm lượng kim loại bằng 0,17 ± 0,06 [Fe/H], Kepler-4 giàu kim loại hơn 48% so với kim loại của Mặt Trời. Kepler-4 có tuổi 4,5 ± 1,5 tỷ năm. So sánh với Mặt Trời là 4,6 tỷ năm tuổi. Nhiệt độ hữu hiệu của Kepler-4 là 5857 ± 120 K, trong khi đó của Mặt Trời là 5778 K.
Kepler-4 có cường độ sáng là 12,7, và không thể nhìn thấy bằng mắt thường.

## Hệ hành tinh
Hành tinh này có kích thước bằng sao Hải Vương, và có khối lượng 0,077 MJ (7% khối lượng của Sao Mộc) bán kính là 0,357 RJ (36% bán kính Sao Mộc). Hành tinh này quay quanh ngôi sao chủ của nó mỗi 3,214 ngày ở 0,045 AU từ ngôi sao chủ. So sánh khoảng cách từ Sao Thủy đến Mặt Trời là 0.39 AU. Độ lệch tâm của Kepler-4 được giả định là 0, tuy nhiên một phân tích lại các dữ liệu phát hiện sau đó đã tìm ra giá trị 0,25 ± 0,12. Tương tự như vậy, nhiệt độ của hành tinh được cho là 1650 K, nóng hơn nhiều so với Sao Mộc, được giả định là 124 K (không tính đến nhiệt độ và khí quyển bên trong).

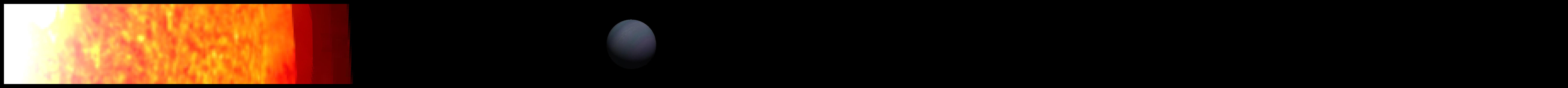
Hệ hành tinh Kepler-4.

| Thiên thể đồng hành (thứ tự từ ngôi sao ra) | Khối lượng | Bán trục lớn (AU) | Chu kỳ quỹ đạo (ngày) | Độ lệch tâm | Độ nghiêng | Bán kính |
| ------------------------------------------- | ---------- | ----------------- | --------------------- | ----------- | ---------- | -------- |
| b                                           | 0.077 MJ   | 0.04558           | 3.2135                | 0.25 ± 0.12 | 89.76°     | 0.357 RJ |